# Bent (película)
Bent (en inglés ‘torcido’ o ‘chueco’, aplicado a los homosexuales) es una película británica de 1997 con temática LGBT, dirigida por Sean Mathias y protagonizada por Clive Owen, Lothaire Bluteau e Ian McKellen. Está basada en la obra de teatro homónima de 1979 de Martin Sherman, a su vez inspirada en Los hombres del triángulo rosa, el testimonio del superviviente a los campos de concentración Josef Kohout.
La película cuenta la persecución de  homosexuales en el Tercer Reich a partir de los sucesos de la Noche de los cuchillos largos y el asesinato del líder nazi Ernst Röhm, de tendencia homosexual.

## Argumento

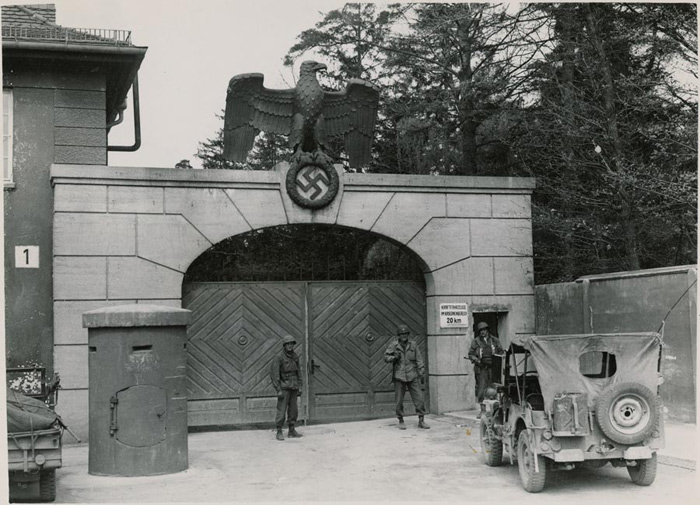
Entrada original del campo de concentración de Dachau.

Max es un homosexual de vida promiscua de Berlín, que lleva muy a pesar de su novio Rudy, a un guapo miembro de la SA, la Sturmabteilung a su casa, después de una fiesta de la transformista Greta. Allí, el guapo invitado es degollado a muerte por las SS en el contexto de la noche de los cuchillos largos, una purga de Hitler para eliminar a homosexuales de sus filas y a sus oponentes dentro y fuera del partido nazi; La SS deja escapar a Max y Rudy, y estos ven como Greta quema todo su guardarropa para no dejar evidencias a los nazis.  
Posteriormente, Freddie, tío de Max, también homosexual, aunque con una vida más discreta contratando chaperos, le ofrece a Max papeles nuevos para escapar a Suiza, pero los rechaza porque no quiere abandonar a Rudy. La pareja es arrestada por la Gestapo en un parque y enviada en tren al campo de concentración de Dachau. 
En el tren, Rudy es golpeado hasta la muerte por los guardias y Max es forzado a mantener relaciones sexuales con una adolescente para probar que no es homosexual. Max miente a los guardias diciéndoles que es judío, ya que ve mayores posibilidades de supervivencia con la estrella amarilla (asignada a los prisioneros judíos) que con el triángulo rosa (asignado a los homosexuales).
En Dachau conocerá a Horst, un homosexual orgulloso de llevar el triángulo rosa, por el que comenzará a tener sentimientos, a pesar de todos los obstáculos que implica su entorno, y soñarán juntos un paraíso donde poder ser felices. Serán amantes sólo a través del pensamiento y sus palabras. Horst es asesinado por los guardias y Max se suicida, vestido con el uniforme de Horst, en la cerca electrificada.

## Reparto
- Clive Owen: Max
- Lothaire Bluteau: Horst
- Ian McKellen : Tío Freddie
- Nikolaj Coster-Waldau: Wolf
- Mick Jagger: Greta/George
- Brian Webber: Rudy
- Rachel Weiszː Prostituta

## Críticas

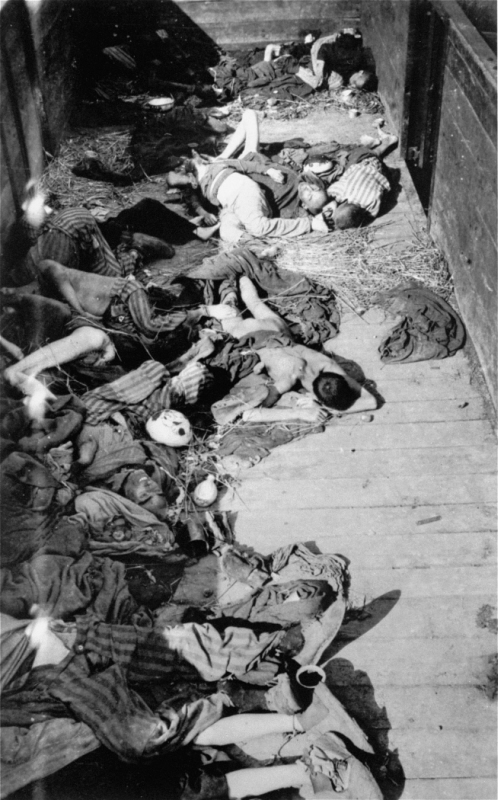
Cuerpos muertos en un tren a Dachau.

La película es calificada como "Un puñetazo en la tripa y un beso en los labios", debido a la dureza de la cinta, sobre todo en el asesinato de Rudy por parte de los guardias en el tren, y a la dulzura del trato de la historia de amor de los protagonistas, un amor esperanzador en medio de la desesperación del campo de concentración.
El trabajo de los actores no resulta indiferente, ya que el trabajo de los protagonistas resulta soberbio, al igual que la aparición sorprendente del vocalista de los Rolling Stones, Mick Jagger, en el papel de un artista transformista.

## Premios
- Festival Internacional de Cine de Cannes: Premio del jurado joven al mejor largometraje.[3]
- Festival de Cine de Gijón: Mejor actor Lothaire Bluteau.[4]